# Michael Foltýn
Michael Foltýn (6. říjen 1994, Česko) je český hokejista. Hraje na postu obránce. Momentálně (2014) hraje za tým HC Oceláři Třinec. Svou první extraligovou branku vstřelil 20. 11. 2014 v utkání Mountfield HK proti HC Oceláři Třinec ve kterém Třinec zvítězil 5:1.

## Hráčská kariéra
- 2011/2012 HC Oceláři Třinec - jun. (E)
- 2012/2013 HC Oceláři Třinec - jun. (E), HC Nový Jičín (2. liga)
- 2013/2014 HC Oceláři Třinec ELH, HC Olomouc (1. liga)
- 2014/2015 HC Oceláři Třinec ELH, HC AZ Havířov 2010 (1. liga)
- 2015/2016 HC Oceláři Třinec ELH, HC Frýdek-Místek (střídavé starty) 2015/2016 (skupina východ)
- 2016/2017 HC Frýdek-Místek (střídavé starty) 1. liga